# Union Chocolade
De Union, ook wel Union Chocolade en officieel NV Cacao- en Chocoladefabriek Union genoemd, was een fabriek van chocoladeproducten en werd in 1901 te Haarlem, Noord-Holland opgericht als de Onderlinge Chocoladefabriek ‘De Nederlandsche Banketbakkersvereniging. 
De fabriek werd in 1901 opgericht door zo’n 600 banketbakkers. De fabriek was gelegen aan de Paul Krugerkade, toen een vaart naar de haven ter hoogte van het Nelson Mandelapark, in de Transvaalwijk, Haarlem-Noord. Iets ten noorden van het Centrum en vlak bij het Spaarne.
In de fabriek werden ruwe cacaobonen door zo’n 100 medewerkers verwerkt tot chocolade. De fabriek beschikte over vier trommelovens, een ketelhuis met schoorsteen en voorraadzolder met toegangsdeuren, hierdoor heeft het fabrieksgebouw een industriële uitstraling.
In 1980 sloot de fabriek. Sinds 2014 doet het pand dienst als bedrijfsverzamelgebouw en boulderhal. Het gebouw betreft een gemeentelijk monument.